# Malte aux Jeux du Commonwealth
Malte participe aux Jeux du Commonwealth depuis les Jeux de 1958 à Cardiff. Sa participation est initialement épisodique. Le pays envoie quatre nageurs aux Jeux de Cardiff, et un unique haltérophile à ceux de 1962 ; absent en 1966, il est représenté par un unique lutteur en 1970, puis manque deux Jeux d'affilée. Depuis 1982, il participe à toutes les éditions des Jeux, avec des délégations un peu plus importantes depuis 1998. Les Maltais n'ont jamais obtenu de médaille d'or aux Jeux, mais ont à leur palmarès une médaille d'argent et trois de bronze. Malte est l'un des trois États européens membres du Commonwealth des Nations, avec Chypre et le Royaume-Uni.

## Médailles
Résultats par Jeux :
| Année | Médaille d'or | Médaille d'argent | Médaille de bronze | Total   |
| ----- | ------------- | ----------------- | ------------------ | ------- |
| 1958  | 0             | 0                 | 0                  | 0       |
| 1962  | 0             | 0                 | 0                  | 0       |
| 1966  | absents       | absents           | absents            | absents |
| 1970  | 0             | 0                 | 0                  | 0       |
| 1974  | absents       | absents           | absents            | absents |
| 1978  | absents       | absents           | absents            | absents |
| 1982  | 0             | 0                 | 0                  | 0       |
| 1986  | 0             | 0                 | 0                  | 0       |
| 1990  | 0             | 0                 | 1                  | 1       |
| 1994  | 0             | 0                 | 0                  | 0       |
| 1998  | 0             | 0                 | 0                  | 0       |
| 2002  | 0             | 0                 | 1                  | 1       |
| 2006  | 0             | 1                 | 1                  | 2       |
| 2010  | 0             | 0                 | 0                  | 0       |
| 2014  | 0             | 0                 | 0                  | 0       |
| Total | 0             | 1                 | 3                  | 4       |

Médaillés maltais :
| Nom              | Jeux | Médaille           | Discipline | Épreuves                    | Résultat   |
| ---------------- | ---- | ------------------ | ---------- | --------------------------- | ---------- |
| Rebecca Madyson  | 2006 | Médaille d'argent  | Tir        | Trap pigeon d'argile femmes | 86 points  |
| Laurie Pace      | 1990 | Médaille de bronze | Judo       | 61 kg femmes                |            |
| William Chetcuti | 2002 | Médaille de bronze | Tir        | Double trap hommes          | 189 points |
| William Chetcuti | 2006 | Médaille de bronze | Tir        | Double trap hommes          | 179 points |